# Frank Fabra
Frank Yusty Fabra Palacios (Nechí, Antioquia, Colombia; 22 de febrero de 1991) es un futbolista colombiano nacionalizado argentino que juega como lateral izquierdo y su actual equipo es Boca Juniors de la Primera División de Argentina. También ha sido seleccionado para representar a la Selección Colombia en repetidas ocasiones.

## Trayectoria

### Envigado F. C.
Fabra surgió profesionalmente en la cantera del Envigado F. C., haciendo su debut oficial el 22 de julio de 2010 contra el Cúcuta Deportivo con solo 18 años. Con velocidad, gambeta, cambio de ritmo y mucha proyección al ataque; Fabra se ganó la titularidad en la «naranja mecánica» a su corta edad. En el 2012, Fabra disputó 3 partidos con su equipo de la Copa Sudamericana, siendo titular en los tres encuentros. En el 2014, Fabra sería cedido al Deportivo Cali, llegando así a 106 partidos y 3 goles en 5 temporadas con el equipo naranja.

### Deportivo Cali
Después de sus buenas actuaciones con el Envigado, Fabra llega al Deportivo Cali cedido a préstamo por una temporada con opción de compra. En su primera temporada con el equipo azucarero, Fabra se ganaría la titularidad jugando 26 partidos y anotando un gol, siendo considerado uno de los mejores laterales de la Liga colombiana. En el Apertura 2015, Fabra explotaría futbolísticamente, consiguiendo el título de liga con el Cali y siendo incluido en el Equipo Ideal del Campeonato. Fabra terminaría su ciclo en el equipo azucarero con 47 partidos y una anotación.

### Independiente Medellín
Gracias a su gran temporada con el Cali, Fabra sería fichado por el Independiente Medellín por pedido de su técnico Leonel Álvarez. En el Torneo Finalización, Fabra se adaptaría rápidamente al equipo siendo titular y convirtiendo el primer gol del Medellín en el campeonato ante el Deportes Tolima.

### Boca Juniors
Temporada 2016-17

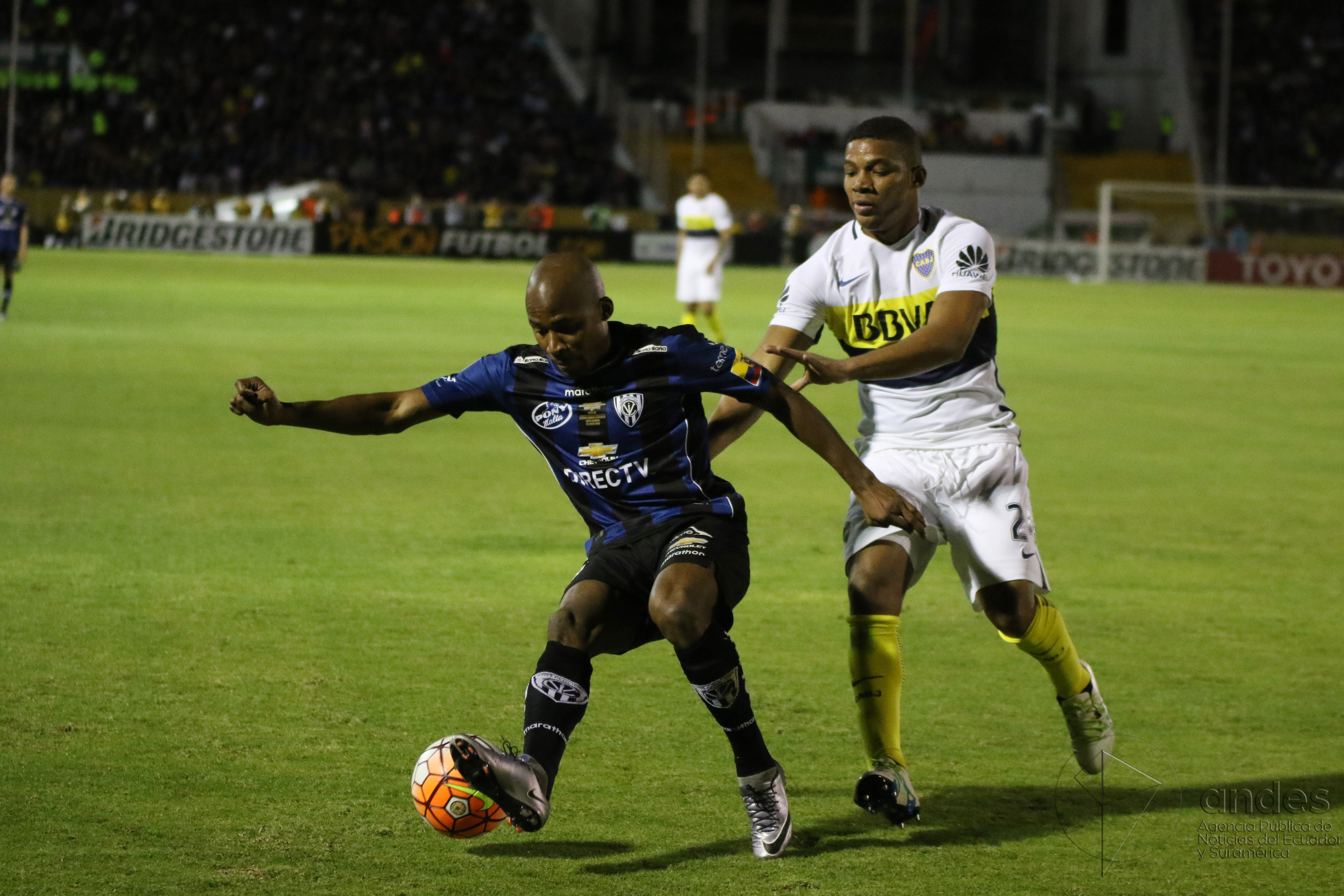
Fabra frente a Independiente del Valle por la Copa Libertadores 2016.

El 24 de enero de 2016 firmó su contrato con el Boca Juniors de Argentina por 3 años y medio,  tras haber comprado este equipo el 50% de su pase.
Su debut oficial sería el 14 de febrero en la derrota por la mínima frente a Atlético Tucumán en La Bombonera, saliendo a los 44 minutos por lesión. El 20 de abril convierte su primer gol en el club frente al Deportivo Cali por la Copa Libertadores 2016. El 12 de mayo convierte un gol muy importante de visitante para Boca en la Copa Libertadores 2016 frente a Club Nacional. Siete días después, por la vuelta de los cuartos de final, patea de forma «Maradoniana» el quinto penal de la serie, en la que Boca terminaría clasificando. Se ganó totalmente el cariño de los hinchas y algunos hasta lo llaman en forma de broma «Fabradona», recordando aquel penal pateado de forma exquisita por Diego en las semis del Mundial 90.
El 11 de septiembre de 2016, por la fecha 3 del Campeonato de Primera División 2016-17 convertiría el tercer y último gol del partido ante Belgrano en La Bombonera, con un resultado que terminaría en 3 a 0 a favor de los locales.
Temporada 2017-18
Cuando comienza la temporada 2017/18 tras la finalización del préstamo de Jonathan Silva y ante la ausencia de un lateral izquierdo indiscutido en el club dirigido por Guillermo Barros Schelotto, Fabra se gana la titularidad oficialmente en la primera mitad de la temporada. Anteriormente disputaba la titularidad con el marcador argentino, siendo pieza fundamental en el ataque del equipo y utilizado en los partidos donde se necesitaba mayor ataque que marca. Marcaría el cuarto gol de Boca en la victoria 0-4 sobre Vélez Sarsfield por la cuarta fecha de la Superliga Argentina. 
El 11 de febrero del 2018 le da la victoria a Boca por la mínima sobre CA Temperley. El 9 de mayo de 2018 ganaría la Superliga 2017-18 con el equipo, Frank fue importante para el bicampeonato del club. El 16 de mayo de 2018 marcó el segundo en la goleada 5-0 sobre Alianza Lima por Copa Libertadores consiguiendo el pase.
Temporada 2018-19
Fabra volvió oficialmente después de la lesión el 9 de abril de 2019 en un gran nivel, en el empate de Boca 1-1 con Aldosivi por la última fecha de la Superliga 2018-19.
El 4 de agosto de 2019 Frank daría dos asistencias para el triunfo de Boca 0-2 sobre Patronato por la fecha 2 de la Superliga 2019-20. El 3 de noviembre marca su primer doblete como profesional y sus primeros goles después de la lesión en la goleada de Boca 5-1 sobre Arsenal de Sarandí siendo la figura del partido.
Temporada 2019-20
En marzo del 2021 se coronaría campeón con Boca, ganando la Copa de la Liga Profesional 2020, este sería su quinto título con el Xeneize. En octubre de ese mismo año marcaría en la victoria de Boca frente a Godoy Cruz, dedicándole el gol a su padre.
Más tarde, en noviembre, también anotaría para el club de la ribera en la victoria de Boca frente a Sarmiento de Junín. A fines de ese mismo año ganaría su sexto título con Boca, la Copa Argentina 2019-20.
Temporada 2021-22
A inicios del 2022, en febrero, marcaría su úndecimo gol con el Xeneize, por la Copa de la Liga Profesional 2022 frente a Rosario Central.
El 22 de mayo de 2022, Fabra, disputó la final de la Copa de la Liga Profesional 2022, frente a Tigre, logró convertir el 2-0 con un tiro desde afuera del área que pegó en el primer palo. El partido terminó 3-0 y este fue el séptimo título de Frank con la camiseta del Xeneize. Con este gol también se convirtió en el lateral izquierdo con más goles (13) en la historia de Boca Juniors.
A mediados de octubre de ese mismo año, también marcó otro gol, en la fecha 23 del partido atrasado frente a Gimnasia y Esgrima de La Plata por Campeonato de Primera División 2022, el cual posicionó a Boca nuevamente en la primera posición de la tabla.
Temporada 2023-24
El 4 de noviembre de 2023, en el marco de la final de la Copa Libertadores 2023, en la derrota de Boca frente a Fluminense, Fabra, fue el más cuestionado en el equipo por su mal rendimiento, dónde se hizo expulsar tras pegarle una cachetada a Nino. Dos días más tarde, Juan Román Riquelme comentó que el colombiano se sintió mal anímicamente después de la final, y puso en duda su continuidad para el próximo año.
En la temporada de 2024, Fabra fue rechazado por el público Xeneize y con la llegada de Diego Martínez perdió su titularidad, convirtiéndose en el tercer lateral izquierdo en interés del técnico, detrás de Lautaro Blanco y Marcelo Saracchi. El colombiano, junto a Pol Fernández, fue de los más reprochados por la gente de Boca por sus actuaciones en la final, lo que le impidió desempeñarse en La Bombonera en lo que resto de la temporada.
Temporada 2025
Tras quedar relegado del primer equipo y con la llegada de Fernando Gago, Fabra disputó tres partidos bajo su dirección, frente a Argentino de Monte Maíz, Argentinos Juniors y Racing Club, disputó 132 minutos en total. En julio, Miguel Ángel Russo lo colocó de titular frente a Atlético de Tucumán, dónde el Xeneize cayó 2-1 y quedó eliminado de la Copa Argentina 2025.

## Selección nacional
Fue convocado por primera vez a la selección Colombia el 28 de agosto de 2015 para el amistoso de preparación a las Eliminatorias Rusia 2018 contra la selección peruana.
Su debut sería el 8 de septiembre en ese mismo partido donde jugaría los 90 minutos siendo destacado. Fabra debutaría oficialmente con la selección en el inicio de las Eliminatorias ante Perú, partido en el que Colombia venció 2-0 y en el que Fabra tuvo otra brillante actuación, siendo uno de los mejores del partido.
Su primer gol con la selección lo marcaría el 11 de junio por la tercera fecha de la Copa América 2016 en el que la tricolor perdería 2-3 frente a Costa Rica donde también marcaría un autogol. El 13 de junio de 2017, daría la asistencia final en la goleada 4-0 sobre Camerún. El 11 de septiembre, completaría una brillante actuación en el empate 1-1 con Brasil por las Eliminatorias Rusia 2018.
El 14 de mayo de 2018, fue incluido por el entrenador José Pekerman en la lista preliminar de 35 jugadores para disputar la Copa Mundial de 2018. Finalmente el 4 de junio, quedaría en la lista definitiva y postulándose como titular en el Mundial; el 9 de junio se da a conocer que Fabra sufrió rotura de ligamento cruzado anterior en la rodilla izquierda quedando descartado para el Mundial de Rusia 2018.

### Participaciones enEliminatorias al Mundial
| Eliminatoria                               | Sede del Mundial                | Posición               | Resultado   | PJ | GA | Asis |
| ------------------------------------------ | ------------------------------- | ---------------------- | ----------- | -- | -- | ---- |
| Eliminatorias Mundial de Rusia 2018        | Rusia                           | 4°lugar 27pts          | Clasificado | 8  | 0  | 0    |
| Eliminatorias Mundial de Catar 2022        | Catar                           | 6°lugar 23pts          | Eliminado   | 3  | 0  | 0    |
| Eliminatorias Mundial de Norteamérica 2026 | Estados Unidos, México y Canadá | 6°lugar 22pts          | En disputa  | 1  | 0  | 0    |
| Total en Eliminatorias                     | Total en Eliminatorias          | Total en Eliminatorias | 1/2         | 12 | 0  | 0    |

### Participaciones enCopas América
| Torneo                  | Sede                   | Resultado              | PJ | GA | Asis |
| ----------------------- | ---------------------- | ---------------------- | -- | -- | ---- |
| Copa América Centenario | Estados Unidos         | Tercer lugar           | 4  | 1  | 0    |
| Copa América 2021       | Brasil                 | Tercer lugar           | 1  | 0  | 0    |
| Total en Copas América  | Total en Copas América | Total en Copas América | 5  | 1  | 0    |

### Goles internacionales
| # | Fecha               | Lugar                       | Rival      | Gol | Resultado | Competición       |
| - | ------------------- | --------------------------- | ---------- | --- | --------- | ----------------- |
| 1 | 11 de junio de 2016 | Estadio NRG, Estados Unidos | Costa Rica | 1-1 | 2-3       | Copa América 2016 |

## Clubes
| Equipo                 | País      | Año         |
| ---------------------- | --------- | ----------- |
| Envigado               | Colombia  | 2010 - 2014 |
| Deportivo Cali         | Colombia  | 2014 - 2015 |
| Independiente Medellín | Colombia  | 2015        |
| Boca Juniors           | Argentina | 2016 - Act. |

## Estadísticas

### Clubes
- Actualizado hasta el 22 de enero de 2025

| Club                              | Div.                | Temporada           | Liga  | Liga  | Liga   | Copas Nacionales(1) | Copas Nacionales(1) | Copas Nacionales(1) | Torneos Internacionales(2) | Torneos Internacionales(2) | Torneos Internacionales(2) | Total | Total | Total  | Media goleadora(3) |
| Club                              | Div.                | Temporada           | Part. | Goles | Asist. | Part.               | Goles               | Asist.              | Part.                      | Goles                      | Asist.                     | Part. | Goles | Asist. | Media goleadora(3) |
| --------------------------------- | ------------------- | ------------------- | ----- | ----- | ------ | ------------------- | ------------------- | ------------------- | -------------------------- | -------------------------- | -------------------------- | ----- | ----- | ------ | ------------------ |
| Envigado F. C. · Colombia         | 1.ª                 | 2010                | 4     | 0     | 0      | 2                   | 0                   | 0                   | —                          | —                          | —                          | 6     | 0     | 0      | 0                  |
| Envigado F. C. · Colombia         | 1.ª                 | 2011                | 10    | 0     | 1      | 7                   | 0                   | 0                   | —                          | —                          | —                          | 17    | 0     | 1      | 0                  |
| Envigado F. C. · Colombia         | 1.ª                 | 2012                | 32    | 1     | 0      | 3                   | 0                   | 0                   | 3                          | 0                          | 0                          | 38    | 1     | 0      | 0.03               |
| Envigado F. C. · Colombia         | 1.ª                 | 2013                | 29    | 1     | 2      | 1                   | 0                   | 0                   | —                          | —                          | —                          | 30    | 1     | 2      | 0.03               |
| Envigado F. C. · Colombia         | 1.ª                 | 2014                | 15    | 1     | 0      | —                   | —                   | —                   | —                          | —                          | —                          | 15    | 1     | 0      | 0.07               |
| Envigado F. C. · Colombia         | Total club          | Total club          | 90    | 3     | 3      | 13                  | 0                   | 0                   | 3                          | 0                          | 0                          | 106   | 3     | 3      | 0.03               |
| Deportivo Cali · Colombia         | 1.ª                 | 2014                | 19    | 1     | 0      | 3                   | 0                   | 0                   | 4                          | 0                          | 0                          | 26    | 1     | 0      | 0.04               |
| Deportivo Cali · Colombia         | 1.ª                 | 2015                | 19    | 0     | 1      | 2                   | 0                   | 0                   | —                          | —                          | —                          | 21    | 0     | 1      | 0                  |
| Deportivo Cali · Colombia         | Total club          | Total club          | 38    | 1     | 1      | 5                   | 0                   | 0                   | 4                          | 0                          | 0                          | 47    | 1     | 1      | 0.02               |
| Independiente Medellín · Colombia | 1.ª                 | 2015                | 18    | 1     | 2      | 6                   | 0                   | 0                   | —                          | —                          | —                          | 24    | 1     | 2      | 0.04               |
| Independiente Medellín · Colombia | Total club          | Total club          | 18    | 1     | 2      | 6                   | 0                   | 0                   | 0                          | 0                          | 0                          | 24    | 1     | 2      | 0.04               |
| C. A. Boca Juniors Argentina      | 1.ª                 | 2016                | 2     | 0     | 0      | —                   | —                   | —                   | 10                         | 2                          | 3                          | 12    | 2     | 3      | 0.17               |
| C. A. Boca Juniors Argentina      | 1.ª                 | 2016-17             | 20    | 1     | 3      | 2                   | 0                   | 1                   | —                          | —                          | —                          | 22    | 1     | 4      | 0.05               |
| C. A. Boca Juniors Argentina      | 1.ª                 | 2017-18             | 22    | 2     | 3      | 3                   | 1                   | 0                   | 4                          | 1                          | 0                          | 29    | 4     | 3      | 0.14               |
| C. A. Boca Juniors Argentina      | 1.ª                 | 2018-19             | 1     | 0     | 0      | 3                   | 0                   | 0                   | —                          | —                          | —                          | 4     | 0     | 0      | 0                  |
| C. A. Boca Juniors Argentina      | 1.ª                 | 2019-20             | 18    | 2     | 2      | 1                   | 0                   | 0                   | 1                          | 0                          | 1                          | 20    | 2     | 3      | 0.1                |
| C. A. Boca Juniors Argentina      | 1.ª                 | 2020                | —     | —     | —      | 4                   | 0                   | 0                   | 9                          | 0                          | 1                          | 13    | 0     | 1      | 0                  |
| C. A. Boca Juniors Argentina      | 1.ª                 | 2021                | 18    | 2     | 0      | 19                  | 0                   | 4                   | 3                          | 0                          | 1                          | 40    | 2     | 5      | 0.05               |
| C. A. Boca Juniors Argentina      | 1.ª                 | 2022                | 22    | 1     | 4      | 18                  | 2                   | 3                   | 7                          | 0                          | 0                          | 47    | 3     | 7      | 0.06               |
| C. A. Boca Juniors Argentina      | 1.ª                 | 2023                | 18    | 0     | 1      | 8                   | 0                   | 1                   | 11                         | 0                          | 1                          | 37    | 0     | 3      | 0                  |
| C. A. Boca Juniors Argentina      | 1.ª                 | 2024                | 7     | 0     | 0      | 5                   | 0                   | 1                   | 4                          | 0                          | 0                          | 16    | 0     | 1      | 0                  |
| C. A. Boca Juniors Argentina      | 1.ª                 | 2025                | —     | —     | —      | 1                   | 0                   | 2                   | —                          | —                          | —                          | 1     | 0     | 2      | 0                  |
| C. A. Boca Juniors Argentina      | Total club          | Total club          | 128   | 8     | 13     | 64                  | 3                   | 12                  | 49                         | 3                          | 7                          | 241   | 14    | 32     | 0.06               |
| Total en su carrera               | Total en su carrera | Total en su carrera | 274   | 13    | 19     | 88                  | 3                   | 12                  | 56                         | 3                          | 7                          | 418   | 19    | 38     | 0.05               |

## Palmarés

### Campeonatos nacionales
| Título              | Equipo         | País      | Año     |
| ------------------- | -------------- | --------- | ------- |
| Primera A           | Deportivo Cali | Colombia  | I-2015  |
| Primera División    | Boca Juniors   | Argentina | 2016-17 |
| Primera División    | Boca Juniors   | Argentina | 2017-18 |
| Supercopa Argentina | Boca Juniors   | Argentina | 2018    |
| Primera División    | Boca Juniors   | Argentina | 2019-20 |
| Copa de la Liga     | Boca Juniors   | Argentina | 2020    |
| Copa Argentina      | Boca Juniors   | Argentina | 2019-20 |
| Copa de la Liga     | Boca Juniors   | Argentina | 2022    |
| Primera División    | Boca Juniors   | Argentina | 2022    |
| Supercopa Argentina | Boca Juniors   | Argentina | 2022    |

### Distinciones individuales
| Distinción                                               | Año  |
| -------------------------------------------------------- | ---- |
| Parte del Equipo Ideal de la Copa Libertadores           | 2016 |
| Incluido en el Once Ideal de la Liga Argentina 2016/2017 | 2017 |
| Mejor defensa del mes de septiembre en la Liga Argentina | 2017 |